# 納夫普利翁衛城

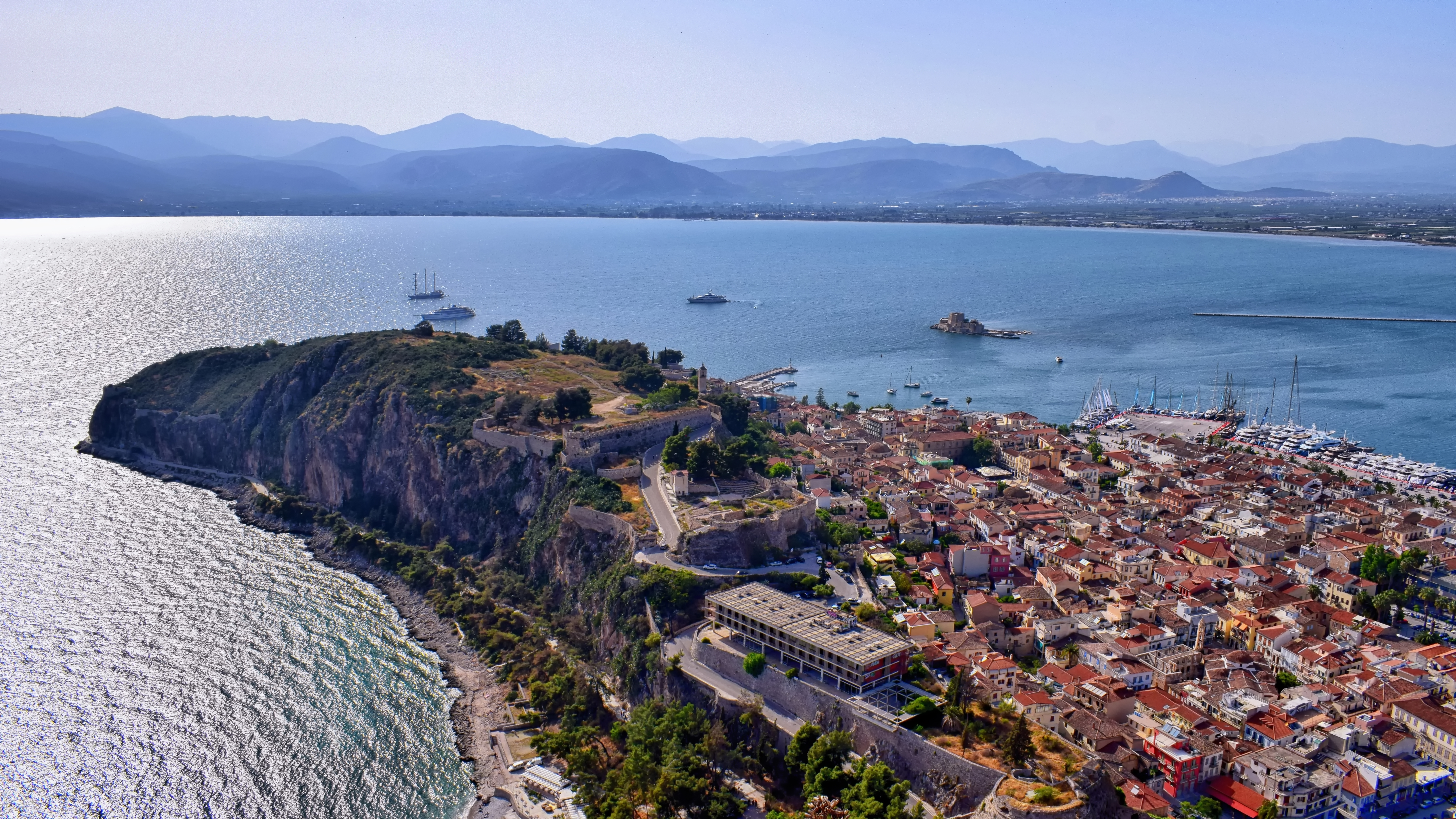

納夫普利翁衛城（希臘語：Ακροναυπλία，羅馬化：Akronafplia）是希臘城市納夫普利翁最古老的一部分。在13世紀之前，納夫普利翁衛城就是城市本身。現在這裡是一個旅遊景點，部分建築作為酒店使用。